# Calle 50 (línea de la Séptima Avenida–Broadway)
Calle 50 es una estación en la línea de la Séptima Avenida-Broadway del Metro de Nueva York de la A del Interborough Rapid Transit Company. La estación se encuentra localizada en Midtown, Manhattan entre Broadway y la Calle 50. La estación es utilizada las 24 horas por los trenes del servicio , y en la madrugada, por los trenes del servicio .
La plataforma con sentido sur tiene una salida directa al lado sur de la Calle 50 y una salida subterránea en Paramount Plaza.